# 猛回頭
《猛回头》是20世纪初年陈天华所寫的一部反帝國主義、反清革命政治宣传小冊子。1903年初刊于日本东京。《猛回头》初版发行后，陈天华又进行修改补充，再刊行的版本比初版增加四分之一。陳天華在《猛回头》中指出清朝已淪為“洋人的朝廷”。他在書中反對君主立憲，他主張推翻清朝，建立一個民主共和國。